# La Calculette
La Calculette (Calculator en version originale) est un personnage de DC Comics, initialement créé par Bob Rozakis dans les années 1970. Son costume est un ensemble de blocs de touches numériques. En appuyant sur les touches, il fait apparaître un ensemble d'outils et d'armes dans le style de l'anneau de pouvoir de Green Lantern.
Il apparaît dans une série de comics, combattant tous les héros de l'univers DC. Comme il était détruit par chaque héros, il pouvait presser une touche lui permettant de transformer une défaite en victoire. Après quelques mois de parution, l'astuce du méchant fut révélée : le bouton analysait les pouvoirs du héros le combattant, et lui permettait de ne pas être détruit par ce héros. Cette immunité se manifesterait par un champ de force, empêchant le héros de l'affecter.

## Apparitions dans d'autres médias
- Noah Kuttler / Calculator apparaît dans la quatrième saison d'Arrow, joué par Tom Amandes. Il est le père de Felicity Smoak qu'il a abandonné dix-huit ans plus tôt[1].